# 东方美谷
東方美谷（英語：The Oriental Beauty Valley）是位於中國上海市奉賢區的生物科技园区，原為奉贤现代农业园区，成立于2001年。园区地处奉贤区中部，北起大叶公路、南至浦南运河、西起沪金高速公路，东至金汇港，占地18.49平方公里，以化妝品生產、生物医药产业和生产性服务为主导产业。東方美谷是长三角地区最大规模的健康美丽产业集群，云集了上海25%的化妆品产业和40%以上产值，生產中國四分之一的面膜。
奉贤现代农业园区時期，園區以農產品加工為主，後來轉型為上海奉贤经济开发区生物科技园区，引入生物醫藥產業。生物科技园区則分为生产型服务业功能区和生物医药产业功能区两大板块，于2009年分别被国家发改委和中华人民共和国商务部及中华人民共和国科学技术部列为“国家生物产业基地”以及“国家科技兴贸创新基地(生物医药)”。2015年，奉賢區正式提出東方美谷品牌，並開始大力發展美丽健康产业。2017年，东方美谷被中国轻工业联合会与中国香料香精化妆品工业协会授予中國唯一的“中国化妆品产业之都”称号。
2020年3月17日，资生堂在东方美谷设立研发机构，这是首家落戶东方美谷的世界巨型化妆品企业。2018年起，東方美谷每年都會舉辦东方美谷国际化妆品大会。2020年11月13日，总建筑面积约3.7万平方米的美谷美购广场開業。

## 外部連結
- 東方美谷（页面存档备份，存于）